# Tetrapilonos

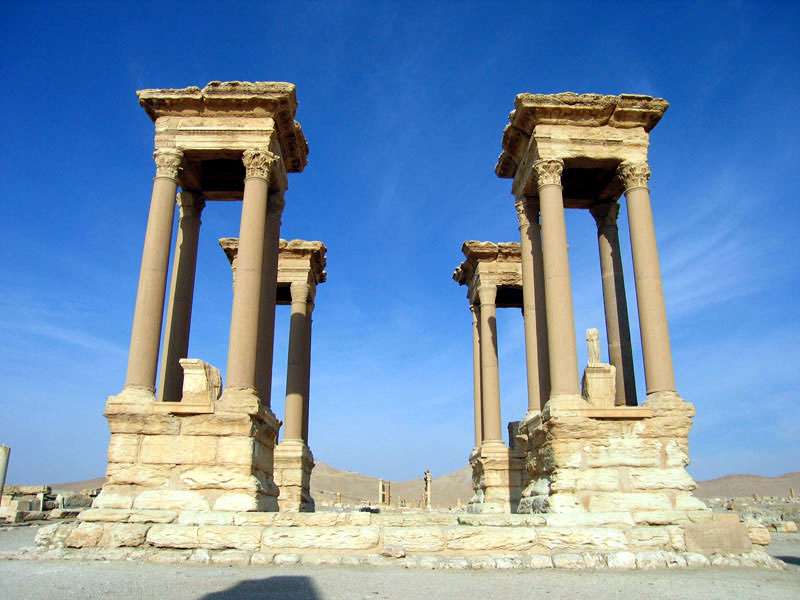
Tetrápilo de Palmira en Siria.

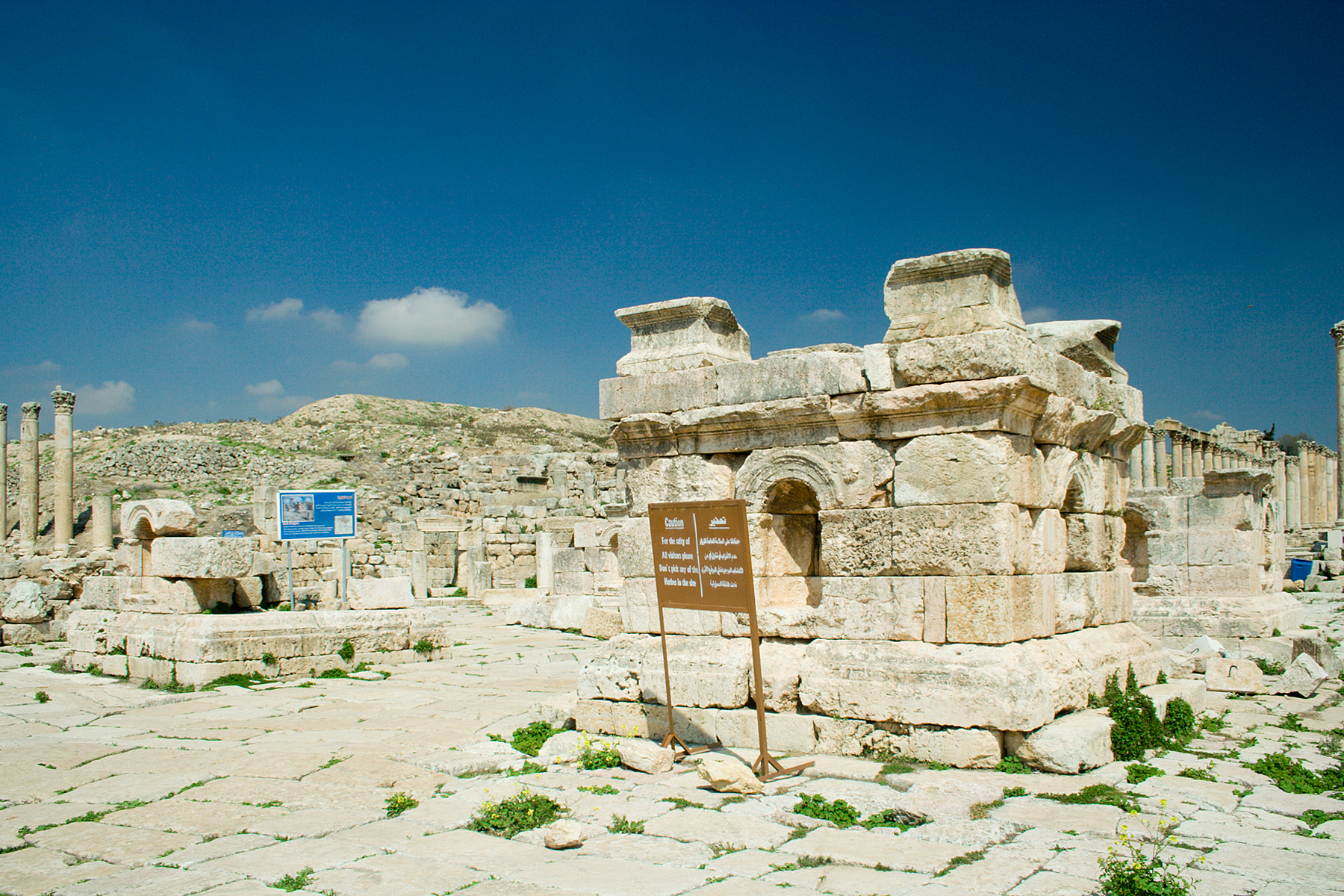
Tetrápilo de Jerash en Jordania.

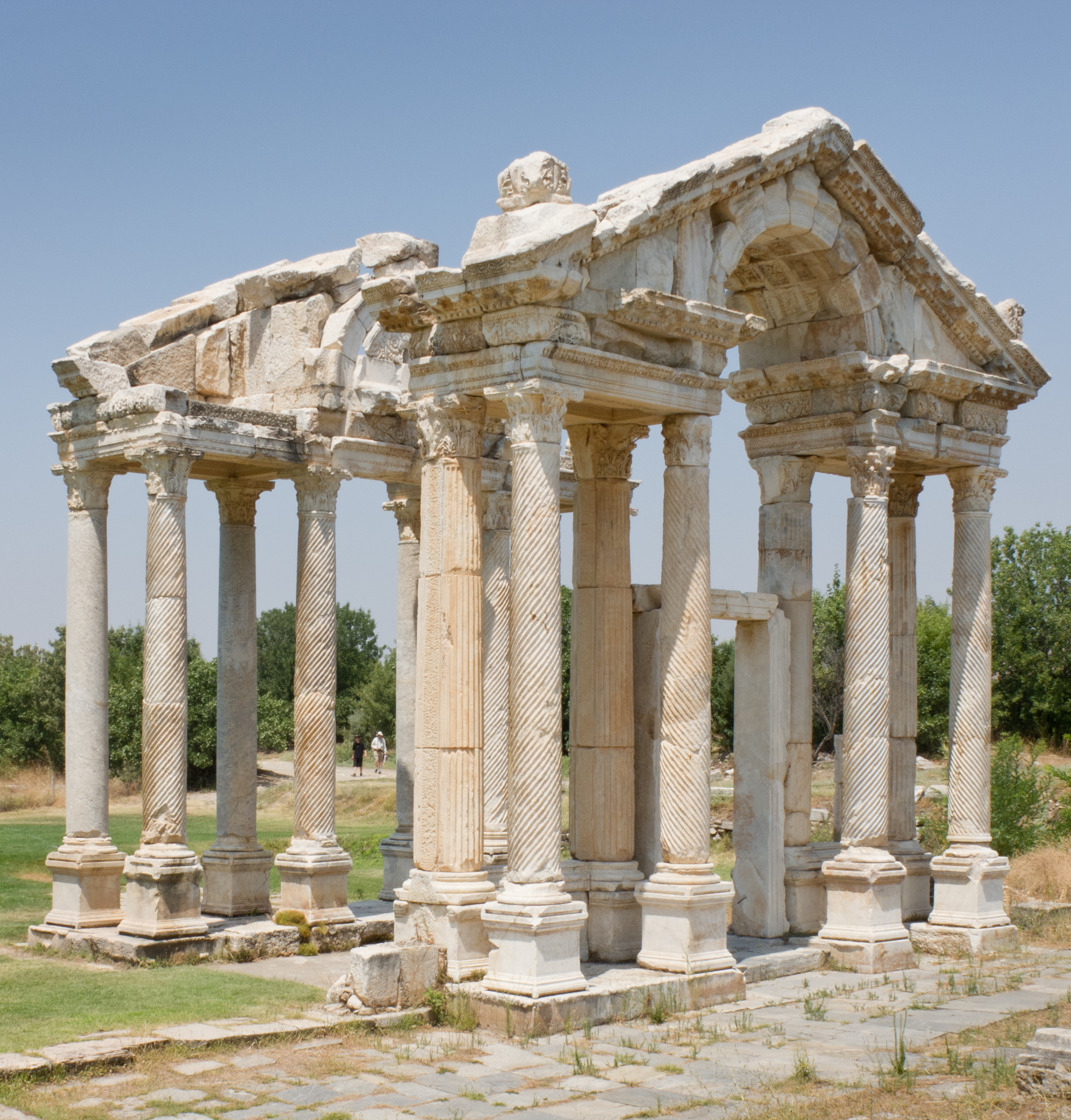
Tetrápilo de Afrodisias, en la actual Turquía.

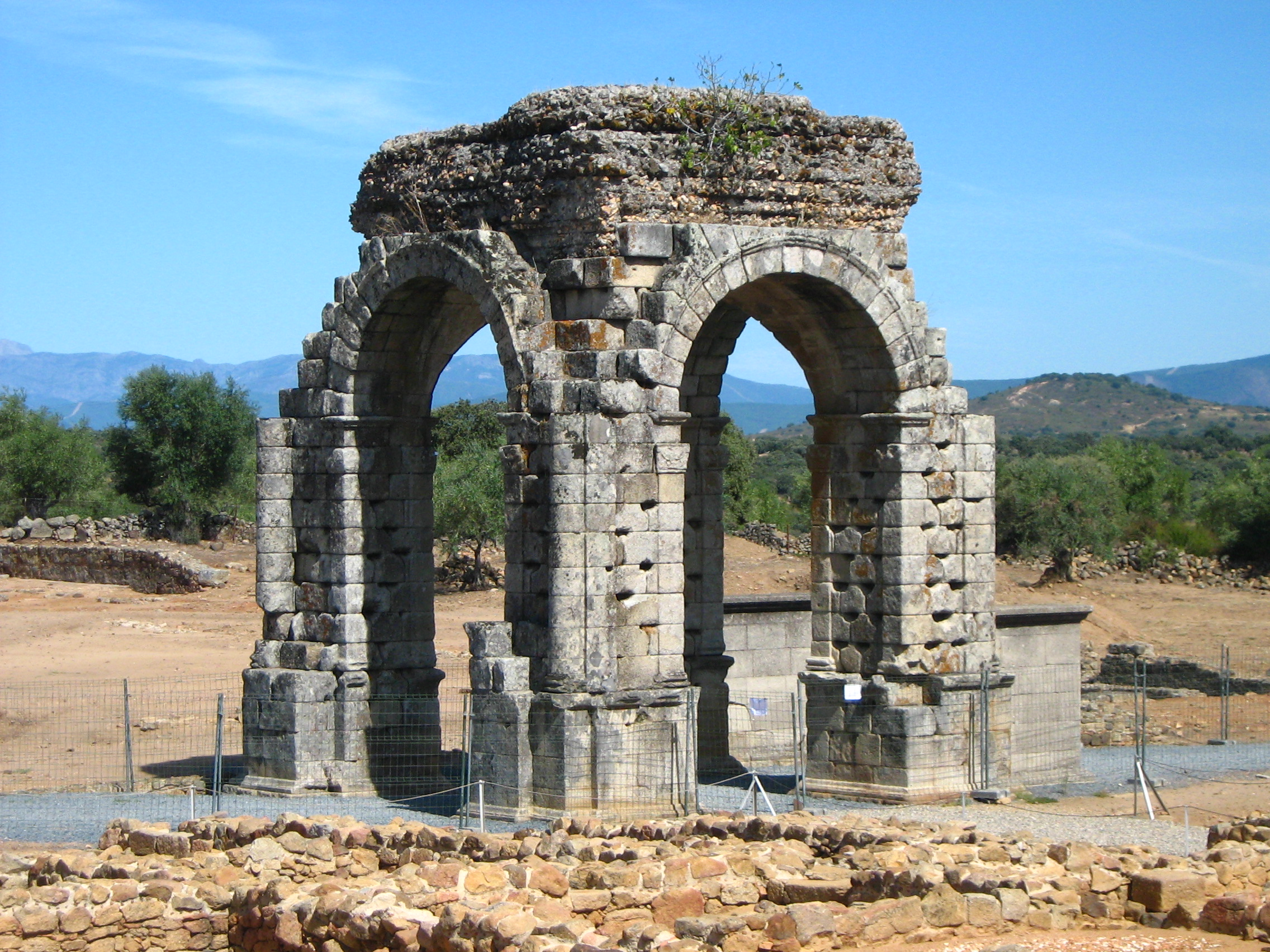
Arco tetrápilo de la ciudad romana de Capera, Cáparra en Cáceres, España.

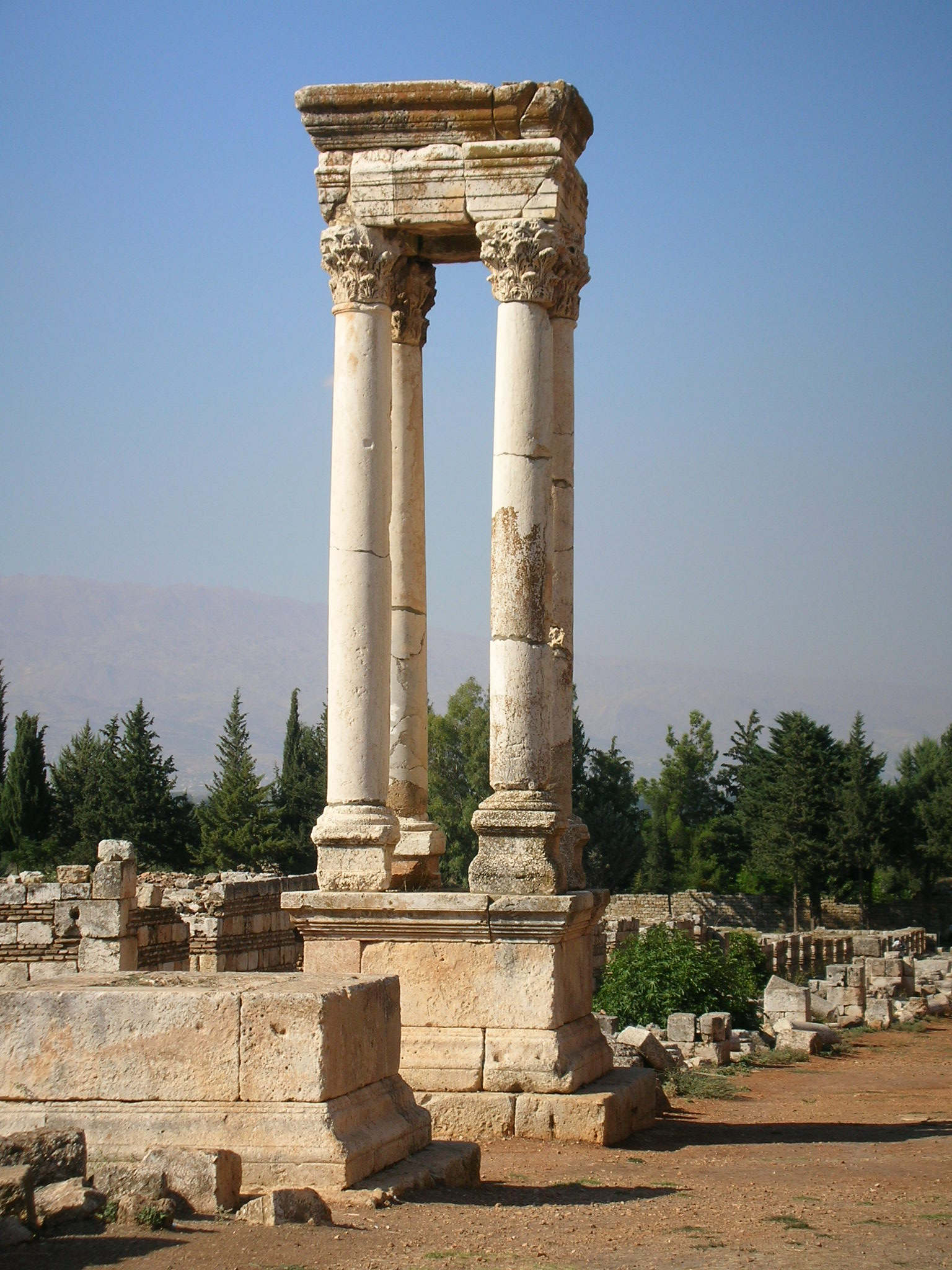
Tetrápilo de Anjar en el Líbano.

Un tetrapilonos, tetrápilo, tetrapilón  o arco cuádruple (en griego: Τετράπυλον, latín: tetrapylum, "cuatro puertas") es un tipo de monumento helenístico de planta cuadrada, con una puerta en cada uno de los cuatro lados. Generalmente se construía en la encrucijada de dos caminos perpendiculares.
Tienen un simbolismo relacionado con Jano, dios de las puertas (janua en latín), de las intersecciones y cruces, en general. Es importante distinguir los arcos de triunfo llamados "cuadrifontes" de los monumentos cuádruples que señalaban la intersección de dos grandes ejes urbanísticos o de dos vías importantes.
Son particularmente frecuentes en las principales ciudades del oriente romano, donde constituyen un elemento esencial en los conjuntos monumentales. Durante el período bizantino, algunos tetrápilos fueron reinterpretados como símbolo de los cuatro evangelistas (Éfeso).
A menudo, toman la forma de un arco de triunfo con cuatro entradas, siendo denominado simplemente un janus.

## Tetrápilos antiguos

### Argelia
- Tetrapilonos de  Tébessa, dedicado a Caracalla.

### Egipto
- Gran tetrapilonos de Alejandría.

### España
- Arco de Cáparra, restos del tetrapilonos en Cáparra (Cáceres, Extremadura).

### Italia
- Arco de Jano, en Roma. Siglo IV. Situado en el Foro Boario (Forum Boarium); anteriormente coronado por una pirámide de ladrillos con revestimiento de mármol.

### Jordania
- Tetrapilonos sur de Gerasa (Jerash), siglo II. Quedan las bases de cuatro pilares, cada uno con cuatro entradas.
- Tetrapilonos norte de Gerasa (Jerash). Magnífico janus del tiempo de Septimio Severo, con bóveda y cuatro entradas, recientemente restaurado.
- Tetrapilonos de Ayla (Aqaba).

### Líbano
- Tetrapilonos de Anjar.

### Turquía
- Tetrapilonos de Afrodisias.
- Tetrapilonos en el centro de Constantinopla, en el cruce de avenidas.